# Vintage Trouble

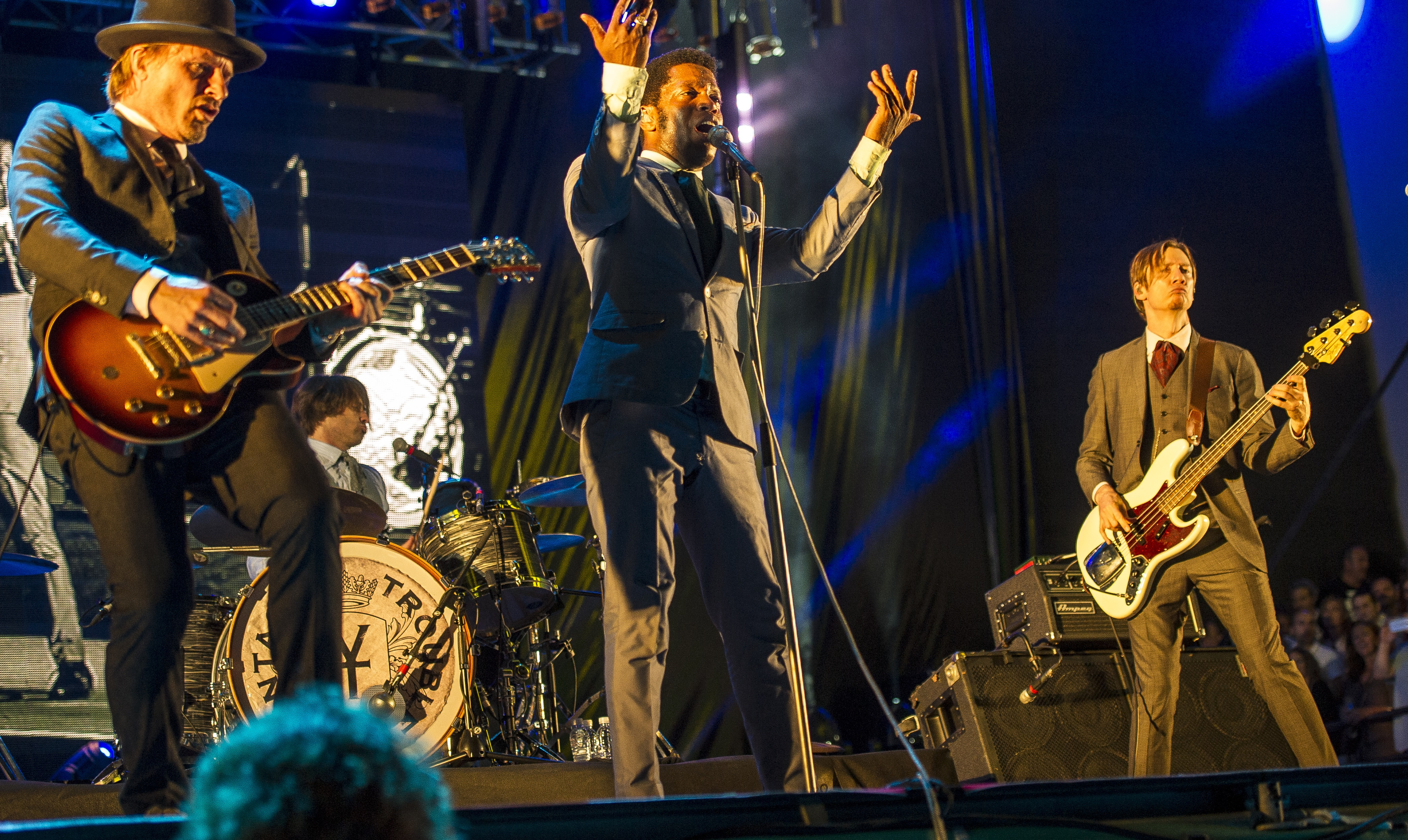
Vintage Trouble (2014)

Vintage Trouble (talvolta abbreviato con VT) è un gruppo musicale statunitense di blues rock. La band si è formata a Hollywood, California, nel 2010. Ha pubblicato l'album The Bomb Shelter Sessions (2011). È composta da Ty Taylor (voce), Nalle Colt (chitarra), Rick Barrio Dill (basso) e Richard Danielson (batteria). È stata la band di supporto a The Who nel tour nordamericano, per l'opening act del tour europeo (2012 e 2013), sono stati supporters di Lenny Kravitz e The Cranberries e degli AC/DC nel Rock or Bust World Tour europeo e nordamericano nel 2015.